# 九鬼 (アダルトビデオ)
九鬼（くき、KUKI）は、日本のアダルトビデオメーカーである。株式会社KUKIは2017年に解散した。

## 概要
ビデ倫系アダルトビデオメーカー最大手の一つであり、1980年代初期よりAV制作を手がける老舗メーカー。
グループ企業に「X CITY」などのインターネット事業を展開する株式会社アルケミア、衛星放送事業を担当するアスパイアビジョン株式会社などがある。
アダルトビデオ全盛期は映画製作やクラブ運営などでも実績を残しKUKIグループを形成。2000年代以降はグループ会社の各事業で実績を上げている。

## 沿革

### 草創期〜1980年代
1977年4月設立。オーナーの中川徳章をはじめ、社員には寺山修司率いる天井桟敷の出身者が多かったという。当初は自販機本最大手だったアリス出版の下請け編集プロダクションだったが、1978年頃から独自に出版を手がけるようになり、「LANDA-S.S.」や「LANDA-G.R.」といったブランドで自販機本やカセット・ブックを制作、「GAL/PRESS（ギャル出版）」の名前で看板雑誌「Sister」を発行していた。その後「九鬼（KUKI）」の名前を前面に出してビニ本の制作を始め、グリーン企画（後の白夜書房）やハミング社（宇宙企画）、群雄社出版（VIP）と共にビニ本大手として並び称されるようになった。
ビデオ制作は1980年代初頭より「LANDA-S.S.」として手掛けてはいたが、1983年には出版業からビデオメーカーに業態を転換し、「九鬼」ブランドで本格的な制作を始めた。「九鬼」としての初リリース（1983年6月）は、ラブホテルの流出ビデオを編集した『消し忘れビデオ』（監督：田中勉）と、裏ビデオをダイジェストした『裏ビデオ通信』（監督：奥出哲雄）の2作品で、ストーリーもの、素人本番ものが中心だったAV市場の中では異彩を放ち、大ヒットとなった。その後も、プライベートビデオ愛好家の作品を編集した『プライベート・ビデオ・チャンネル』シリーズや、伊勢鱗太朗の『風俗ギャル通信』などのユニークな企画ものを送りだした。
1984年8月には宇宙企画、VIPのようなAV女優による「本番」路線へと踏み出し、森冬美『冬美の本番』、杉田とも子『とも子の本番』、香坂和子『和子の本番』などのシリーズ作品が好セールスを記録した。1985年には当時を代表する美形AV女優・中川えり子がデビュー。デビュー作の『えり子の本番』は大ヒットとなり、中川は九鬼で多くの作品に出演を重ねた。また同年には日本の代表的AV監督の1人である豊田薫が元オールナイターズ・高野みどりの『少女うさぎ　腰ひねり絶頂!?』でデビューした。
1980年代後半に入ると、それまで企画ものを主に手がけてきた伊勢鱗太朗が頭角を現し、漫画家（平口広美、蛭子能収）やミュージシャン（JAGATARAのOTO）、俳優（田口トモロヲ）、ゲイといった異分子を取り込んだ、ドラマと現実が交錯する作品づくりで注目を浴びた。またこの時期には、ウルトラシリーズの演出で知られた実相寺昭雄が九鬼で『アリエッタ』『ラ・ヴァルス』等の作品を制作し、特に『アリエッタ』は同社の1989年の年間トップの売り上げを記録するヒットになった。

### 1990年代〜現在
1989年には伊勢鱗太朗がダイヤモンド映像へ活動の場を移し、単体女優ものを中心とした路線へとレーベルカラーが変化した。同年にはサブレーベルの「VINL（ビニール）」、1991年には「SONIA」、1993年には「Velvet Blue」と単体女優向けレーベルを次々と立ち上げるが、レーベルごとの作品傾向に大きな違いはなく、その後単体系は「VINL」と、1994年に立ち上げられた「TANK」の2レーベルに集約された（1996年に「MOON」が設置されたが、短期間で閉鎖された）。1990年代の九鬼で多くの作品を残した人気AV女優には、希志真理子、水野愛、三浦あいか、早坂絵麻などがいる。また1990年代前半に始まった企画ものブームを受け、1991年から「九鬼」レーベルで企画ものの制作を開始、1994年には専用レーベルの「DEVIL
（後のSUPER DEVIL）」を立ち上げた。1997年には「egg2（エグエグ）」「PRIVATE SEX」レーベルを立ち上げ、後者の『THE SEXライヴ』シリーズは息の長いヒットシリーズとなった。
2000年以降は、単体系レーベルのうち「VINL」が「綺麗」に入れ替わり、2005年には「toriko」が始動。単体女優では苺みるく、大空あすか、西野翔などが人気を呼んだ。企画向けレーベルは「egg2」が「冒険ゴリラ」へと引き継がれたほか、「PRIVATE SEX」「SUPER DEVIL」が終了し、「嵐」「toriko blue」が始動している。
1990年代から2000年代にかけては、インターネットの商用利用に積極的な取り組みをみせた。1995年には他のAVメーカーに先駆けて商用アダルトサイト「KUKI TOWER」を開設し、1996年には他のAVメーカーも巻き込んだ会員制アダルトポータルサイト「THE CITY」（現「X CITY」）の運営を開始した。1997年には同サイトでストリーミング配信を開始、ADSLが普及しはじめた2001年にはブロードバンド配信への対応を完了している。また衛星放送へのコンテンツ提供にも積極的に取り組んでいる。
2014年を最後にDVD復刻作品のリリースも停止しており、2020年現在パッケージ作品のリリースはしていない。X CITY限定でKUKIレーベル作品を新作も含め配信している。

## 主要レーベルと活動期間
- KUKI／KUKI SPECIAL／九鬼　（1983〜）
- VINL （ビニール）　（1989〜2003）
- SONIA （ソニア）　（1991〜1993）
- Velvet Blue （ベルベット・ブルー）　（1993）
- TANK （タンク）　（1994〜）
- DEVIL／SUPER DEVIL　（デビル／スーパー・デビル）　（1994〜）
- 龍 （ロン）　（1994〜1996）
- MOON （ムーン）　（1996〜1997）
- egg2　（エグエグ）／冒険ゴリラ　（1997〜）
- PRIVATE SEX　（プライベート・セックス）　（1997〜2003）
- 嵐　（2003〜）
- 綺麗　（2003〜）
- toriko／toriko blue　（トリコ／トリコ・ブルー）　（2005〜）
- KUKI2.0　（2019〜）
- 関連レーベル
  - ENGEL　（1999〜）

## アルケミア
1995年9月18日設立のデジタルコンテンツ配信事業者。アダルト動画サービス『X CITY』の運営、管理。プラウザゲーム、アプリゲーム開発を事業とする。かつてはプラウザゲームサイト『GameComplex』を運営していた（2011年末に閉鎖）。従業員数は10名。
アダルトサイトとしてはいち早く多言語対応し、1995年に英語、1998年に韓国語、2002年に中国語に対応。
ゲーム開発としてはレッド・エンタテインメント、ハドソンとともに『天外魔境 JIPANG7』を共同開発したが、2011年4月12日正式リリースしたものの、わずか3か月後の7月26日にクローズしている。
そのほか2010年にももいろクローバーの楽曲「ココ☆ナツ」を題材としたiPhoneアプリ『momodule 01』を開発。
2020年6月ライブ配信サービス『8181Live』の運営スタート。

## アスパイアビジョン
1998年2月設立の放送事業者。レッドチェリー、チェリーボムなどのスカパー・アダルト放送チャンネルを運営。

## お楽しみ研究所
2015年10月5日に法人番号指定。KUKIグループの1社で音楽にまつわる事業を展開する。本社は渋谷インテックスエビスビル6F。1997年にオープンした渋谷・HARLEM、渋谷・WOMBなどのクラブを運営・管理するほか、HIP HOP/R&Bレーベル「HARLEM RECORDINGS」を運営。
かつては関連会社のフォームが立ち飲み洋風居酒屋、音楽スタジオを経営していた。